# タニワタリノキ
タニワタリノキ（谷渡りの木; 学名: Adina pilulifera）とは、アカネ科タニワタリノキ属の樹木である。日本の九州南部、中華人民共和国、インドシナにかけて分布する。特徴の一つは頭状花序であるが、これはインドから東南アジアにかけて分布する同属のハルドゥ（Adina cordifolia）のみならずタニワタリノキ連（Naucleeae）の植物全体に共通して見られ、葉は披針形である（参照: #特徴）。
和名の由来は谷沿いに生えることによる。また、タニワタリノキという呼称は鹿児島県垂水市ではバラ科のカマツカ（別名: ウシコロシ）を指す。
中国語では水團花 (水团花) と呼ぶ。

## 分類

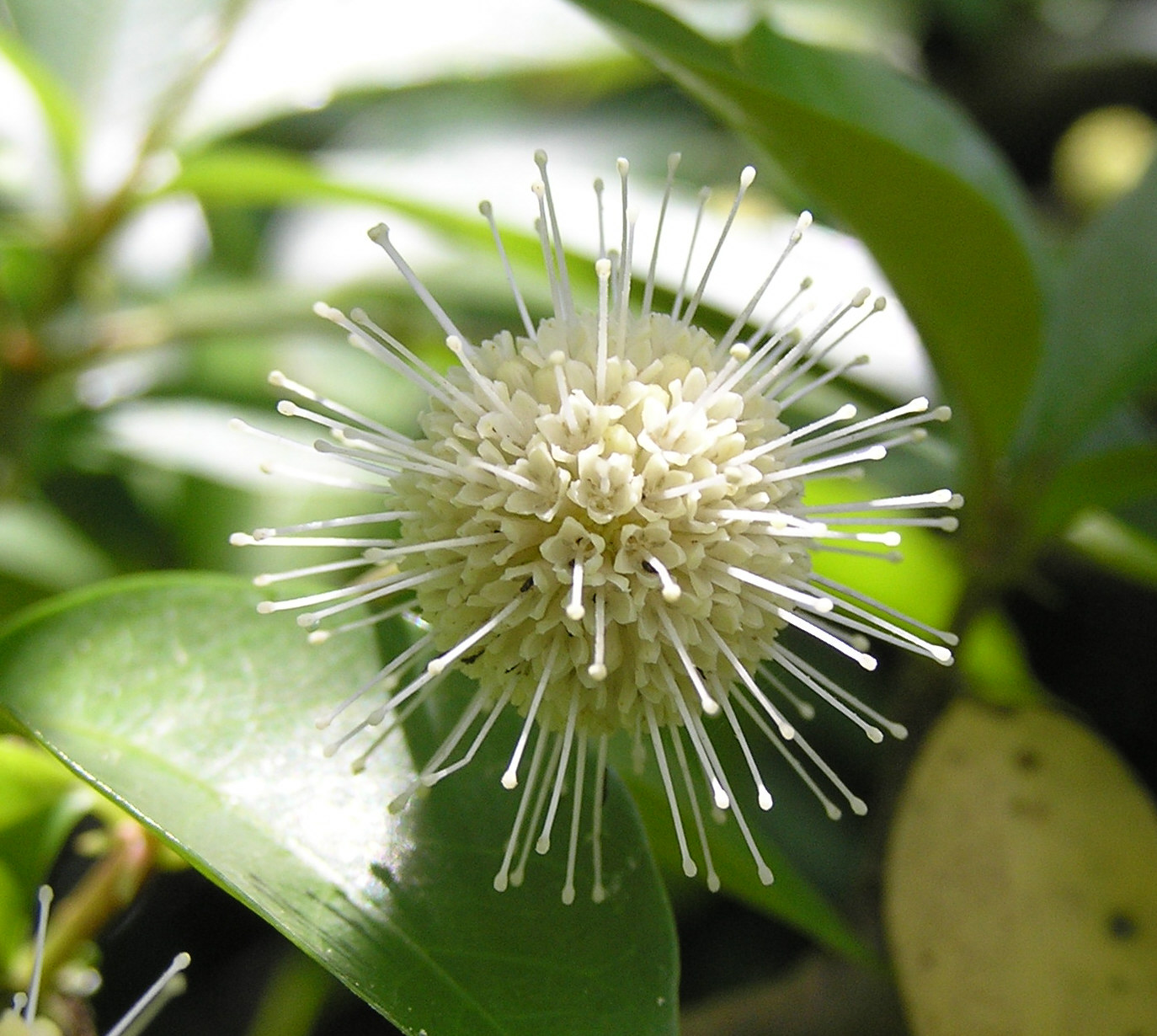
タニワタリノキの花。花冠は5裂。

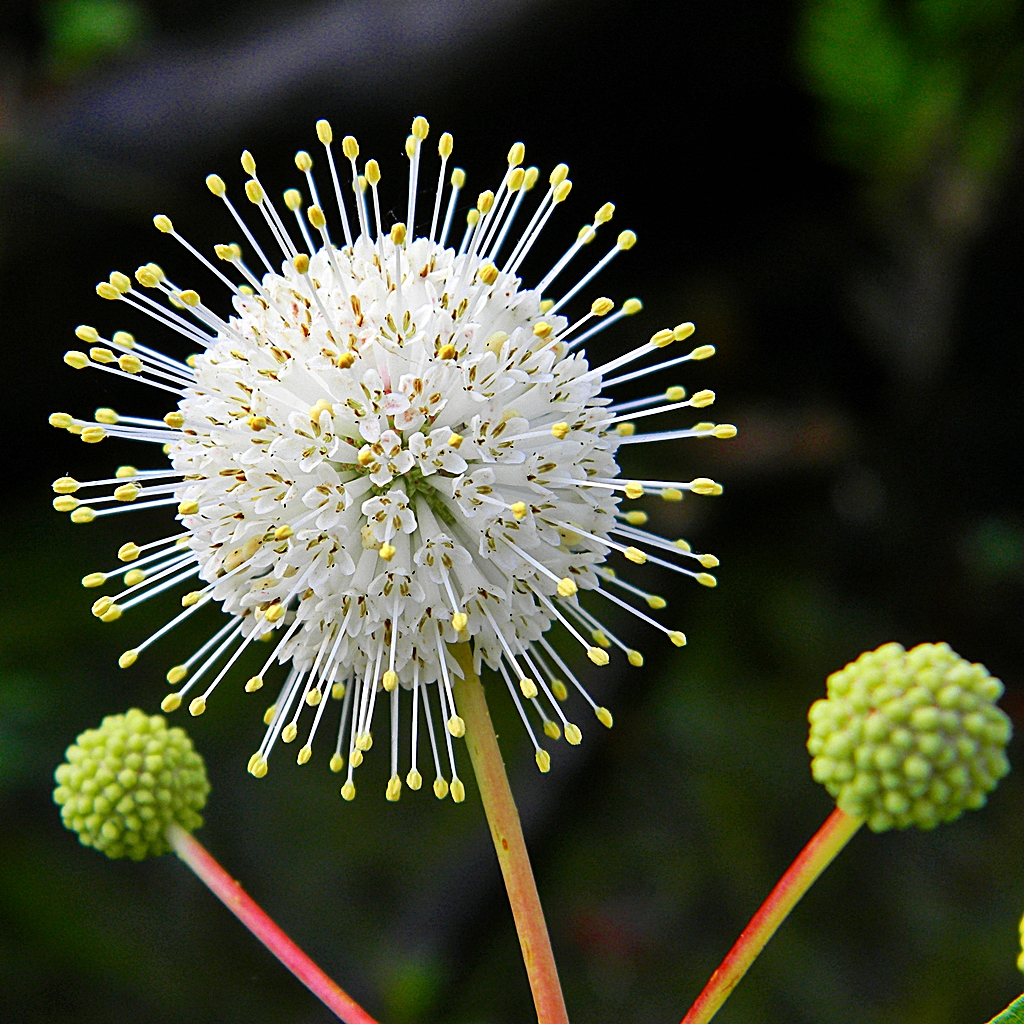
参考: 別種のアメリカヤマタマガサ。こちらの花冠は4裂である。

タニワタリノキの史上初めての記載は1785年のラマルクによる『植物百科事典』(Encyclopédie) 第1巻、 p. 678 における Cephalanthus pilulifer としてのもので、その後アドリアン・ルネ・フランシェの見直しによりAdina属とされたものが1895年にエマヌエル・ドレーク・デル・カスティリョを介して発表され、これが正名として受容されるようになった。
牧野 (1940) はタニワタリノキの正名を Nauclea orientalis L. とし、そのシノニムとして Adina globiflora Salisb. を添えているが、Govaerts et al. (2022) は両者は互いに無関係としている。中井猛之進は中井 & 小泉 (1927:511) で N. orientalis の変種として macrophylla を記載しているが Ridsdale (1978:357) が Adina pilulifera のシノニムとし、Govaerts も同じ判断を下している。熱帯植物研究会 (1996) はインドシナ、フィリピン、インドネシア、ニューギニアに分布する Nauclea orientalis に「バンカル」（フィリピン: bangkal）、後に Govaerts et al. (2022) により N. orientalis のシノニムとして扱われるようになるモルッカス（モルッカ諸島）原産の Nauclea undulata Roxb. に「チーズウッド」（パプアニューギニアやオーストラリアの英語: cheese wood）や「ヤエヤマアオキ」という呼称をあてているが、ヤエヤマアオキというと今度はアカネ科の別種 Morinda citrifolia の標準和名となってしまう。
また、同じアカネ科タニワタリノキ連に属し園芸植物として知られるアメリカヤマタマガサ（Cephalanthus occidentalis; 通称: セファランサス）も「タニワタリノキ」の名で流通し混同されていることがあるが、北アメリカ原産で Adina pilulifera と異なり耐寒性を有しており、また形態的にもタニワタリノキの花が5裂であるのに対しアメリカヤマタマガサは4裂であるなど全くの別物である。

## 分布
日本の九州南部、中華人民共和国南部、インドシナに分布する。

## 生態
日本では谷沿いのやや湿った岩礫地に見られ、花期は8月である。

## 特徴
常緑低木あるいは小高木で、大きなものは高さ4-5メートルとなる。
葉は対生し倒披針形あるいは狭長楕円形で全縁、先端が短く尖り、両面ともに無毛、長さ5-11センチメートル、幅1.5-3センチメートル。
花は上部の葉腋から長さ3-4.5センチメートルの花梗が伸び、1個の頭状花序がつく。この頭状花序は花が咲いている時は径約1センチメートルである。萼筒は短い円筒形で角張り、倒披針形で5裂し、先は丸くなる。花冠は淡黄色、高杯形で長さ約4ミリメートル、筒は細長く外面は無毛、先が5裂し、裂片は3角状卵形で先は丸いか短く尖り長さ約1ミリメートル、蕾のときはすり合わせ状にたたまる。花柱の先は棍棒状に膨らむ。子房は2室で各室に4個の胚珠がある。
果実は蒴果で倒披針形、先に萼片が残り、長さ3-4ミリメートル。種子は長さ約2ミリメートルで広線形、両端に翼がある。

## 利用
中華人民共和国では葉や果実が下痢や腸炎、腫れ物や湿疹、打ち身、外傷の出血などに対して用いられる。

## タニワタリノキ属
Govaerts & et al. (2022) によればタニワタリノキ属（Adina）は12種が認められ、日本にはタニワタリノキとヘツカニガキが自生する。タニワタリノキを除く11種は以下の通りである。

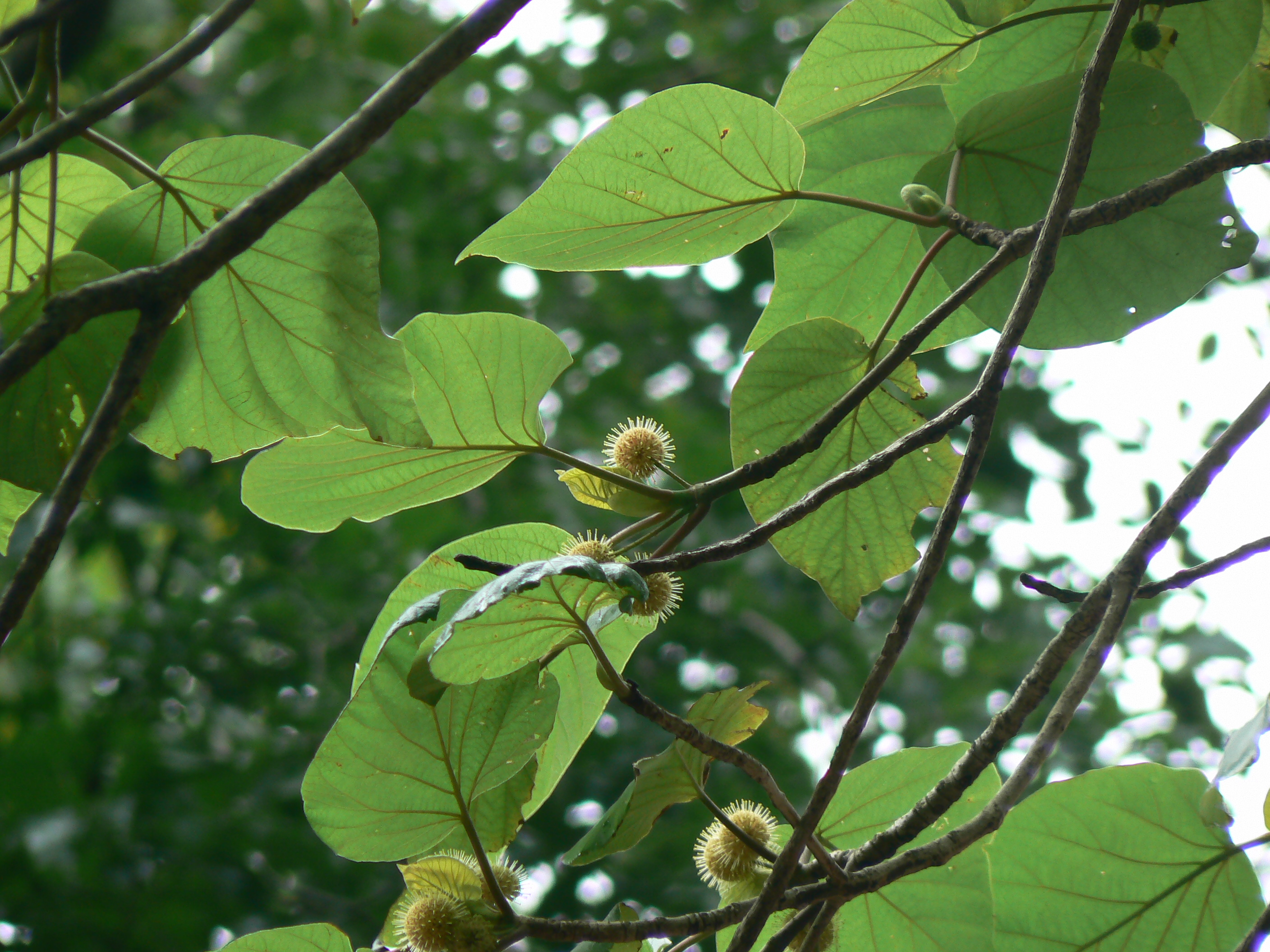
ハルドゥ

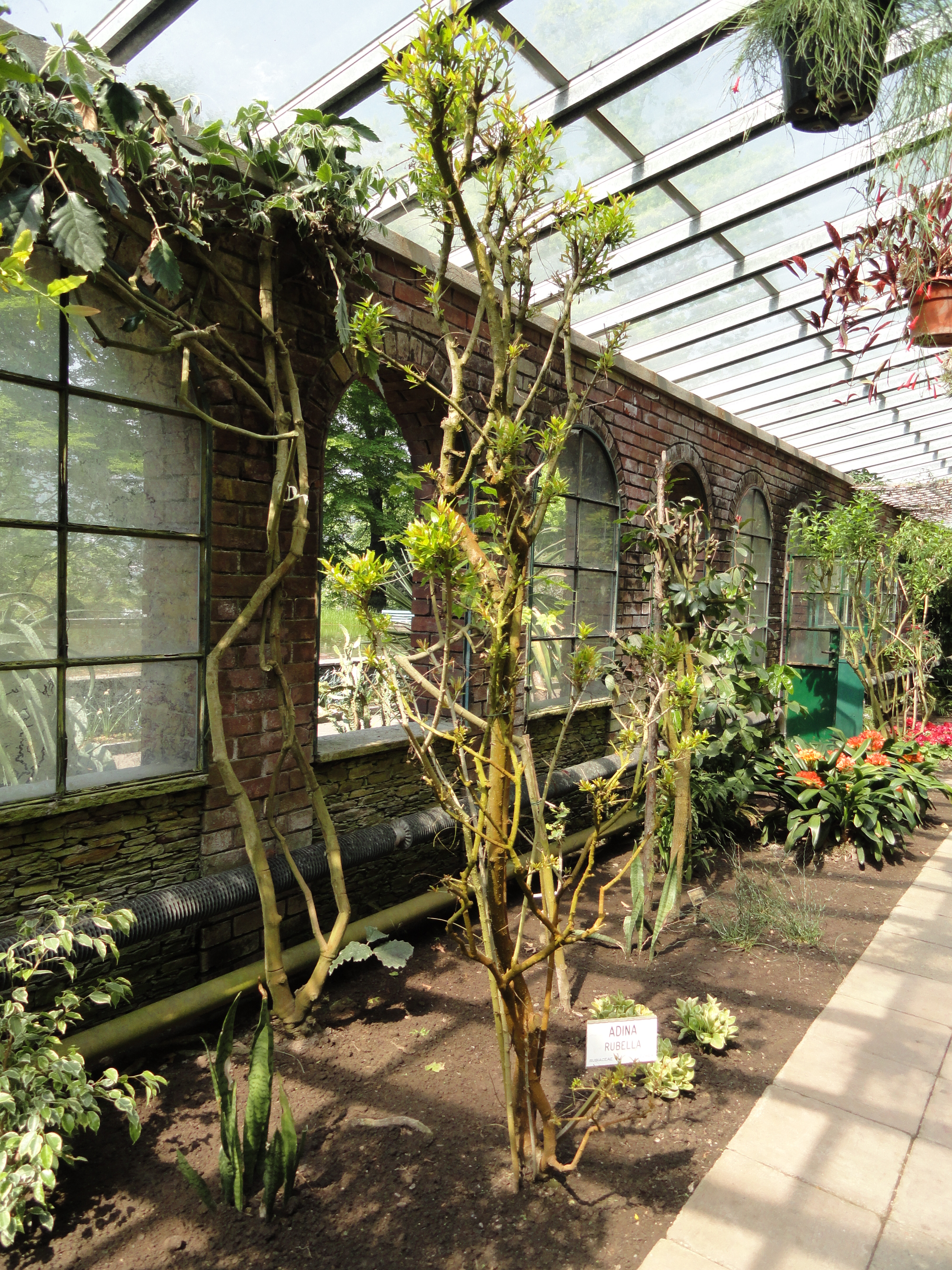
シマタニワタリノキ

- Adina cordifolia (Roxb.) Hook.f. & Benth.(Wikispecies)（シノニム: Haldina cordifolia (Roxb.) Ridsdale） ハルドゥ - スリランカ、インド、東南アジア、東アジアに分布[11]。
- Adina dissimilis Craib(Wikispecies) - タイ、マレー半島
- Adina eurhyncha (Miq.) Å.Krüger & Löfstrand（シノニム: Pertusadina eurhyncha (Miq.) Ridsdale）- マラヤ、スマトラ島、ボルネオ島
- Adina fagifolia (Teijsm. & Binn. ex Havil.) Valeton ex Merr.(Wikispecies)（シノニム: Adinauclea fagifolia (Teijsm. & Binn. ex Havil.) Ridsdale）- スラウェシ島、マルク諸島（モルッカ諸島）
- Adina malaccensis (Ridsdale) Å.Krüger & Löfstrand(Wikispecies)（シノニム: Pertusadina malaccensis Ridsdale）- タイ、マラヤ
- Adina metcalfii Merr. ex H.L.Li（シノニム: Pertusadina metcalfii (Merr. ex H.L.Li) Y.F.Deng & C.M.Hu）- 中華人民共和国南東部、海南島、タイ
- Adina multifolia Havil.(Wikispecies)（シノニム: Pertusadina multifolia (Havil.) Ridsdale）- フィリピン、マルク諸島、ニューギニア
- Adina pubicostata Merr.(Wikispecies) - 中華人民共和国南東部、ベトナム
- Adina racemosa (Siebold & Zucc.) Miq.(Wikispecies)（シノニム: Sinoadina racemosa (Siebold & Zucc.) Ridsdale） ヘツカニガキ - ビルマ北部・タイ北東部・中国南部から温帯東アジア（日本を含む）にかけて
- Adina rubella Hance(Wikispecies) シマタニワタリノキ[8] - 韓国、中華人民共和国
- Adina trichotoma (Zoll. & Moritzi) Benth. & Hook.f. ex B.D.Jacks.(Wikispecies)（シノニム: Metadina trichotoma Zoll. & Moritzi）- アッサム、バングラデシュ、ミャンマー、タイ、ラオス、カンボジア、ベトナム、中華人民共和国、フィリピン、マラヤ、スマトラ島、ジャワ島、ボルネオ島、ニューギニア

2014年に行われたタニワタリノキ連の見直しでは Metadina・Adinauclea・Haldina・Pertusadina・ヘツカニガキ属（Sinoadina）の5属はタニワタリノキ属のシノニムとして含むのが妥当という結果が得られた。